# Jean-Martin Etchenique
Pour les articles homonymes, voir Echenique.
Pas d'image ? Cliquez ici

a Compétitions nationales et continentales officielles uniquement.

b Matchs officiels uniquement.
Dernière mise à jour le 27 juin 2025.
Jean-Martin Etchenique, né le 17 janvier 1954 à Ustaritz, est un joueur français de rugby à XV, qui a joué avec l'équipe de France et le Biarritz olympique, évoluant au poste de trois-quarts centre. 

## Carrière de joueur
Jean-Martin Etchenique dispute son premier test match le 13 octobre 1974 contre l'équipe de Roumanie, et le dernier contre l'équipe d'Argentine, le 25 octobre 1975.

## Palmarès
- 4 sélections en équipe de France
- Sélections par année : 2 en 1974 et 2 en 1975
- Tournoi des Cinq Nations disputé : 1975